# Windows-Leistungsindex

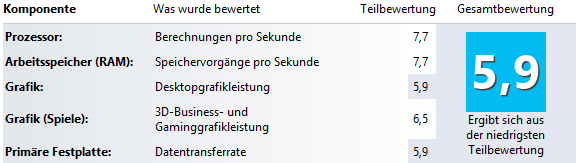
Der Windows-Leistungsindex

Der Windows-Leistungsindex (englisch Windows Experience Index (WEI)) ist ein Modul von Windows Vista, 7, 8, 8.1, 10 und 11, welches anhand einer Punkteskala Auskunft über die Leistungsfähigkeit der individuellen Komponenten und des Gesamtsystems eines Personal Computers gibt (Benchmark-Software).
Die Funktion soll dem Nutzer dabei helfen, die Leistungsfähigkeit seines Systems zu bewerten. Ursprünglich sollte ein Nutzer auch erkennen können, ob eine Anwendungssoftware mit einer erforderlichen, vom Hersteller vergebenen Leistungszahl, auf einem gegebenen System läuft. Zudem soll einfacher erkennbar sein, bei welcher Hardware-Komponente das Aufrüsten sinnvoll ist.
Unter Vista kann die Funktion durch einen gleichzeitigen Druck auf die Windows- und Pause-Tasten, oder über die Systemsteuerung unter „Leistungsinformationen und -tools“, aufgerufen werden.
Ab Windows 8.1 kann der Leistungsindex nicht mehr über die Benutzeroberfläche berechnet oder angezeigt werden, sondern nur noch über die Konsolenanwendung WinSAT (Windows System Assessment Tool), welche als Administrator in der Kommandozeile ausgeführt werden muss:
```
winsat formal
```

Das Ergebnis wird als XML-Datei abgelegt in:
```
%windir%\Performance\WinSAT\DataStore\
```

in einer Datei mit dem Namen Formal.Assessment (Recent).WinSAT.xml und einer Datums- und Zeitangabe.
Programme legen anhand der Bewertung den verfügbaren Leistungsumfang fest, geben Warnmeldungen aus oder verweigern die Installation. Allerdings kann diese XML-Datei mit einem Texteditor oder speziellen Programmen beliebig verändert werden.

## Aufbau
Der Index zeigt die Leistungsfähigkeit der einzelnen Computerkomponenten wie Prozessor, Arbeitsspeicher, Grafikkarte sowie Festplatte an und kann auch abhängig von der installierten Software wie zum Beispiel Updates des Betriebssystems sein. Die Ergebnisse des Tests werden als Zahlenwerte dargestellt. In Windows Vista reicht die Leistungsskala von 1,0 (niedrigster Wert, geringe Leistung) bis 5,9 (maximale Punktzahl, hohe Leistung), in Windows 7 von 1,0 bis 7,9 und in Windows 8 und Windows 10 von 1,0 bis 9,9. Die Gesamtbewertung der Computerleistung ergibt sich aus der niedrigsten Teilbewertung. Besonders niedrige Ergebnisse können auf veraltete Hardware oder Computerprobleme (z. B. defekte Hardware oder fehlende bzw. falsche Gerätetreiber) hinweisen.